# Crotonogynopsis akeassii
Crotonogynopsis akeassii är en törelväxtart som beskrevs av J.Leonard. Crotonogynopsis akeassii ingår i släktet Crotonogynopsis och familjen törelväxter. Inga underarter finns listade i Catalogue of Life.